# Bédière

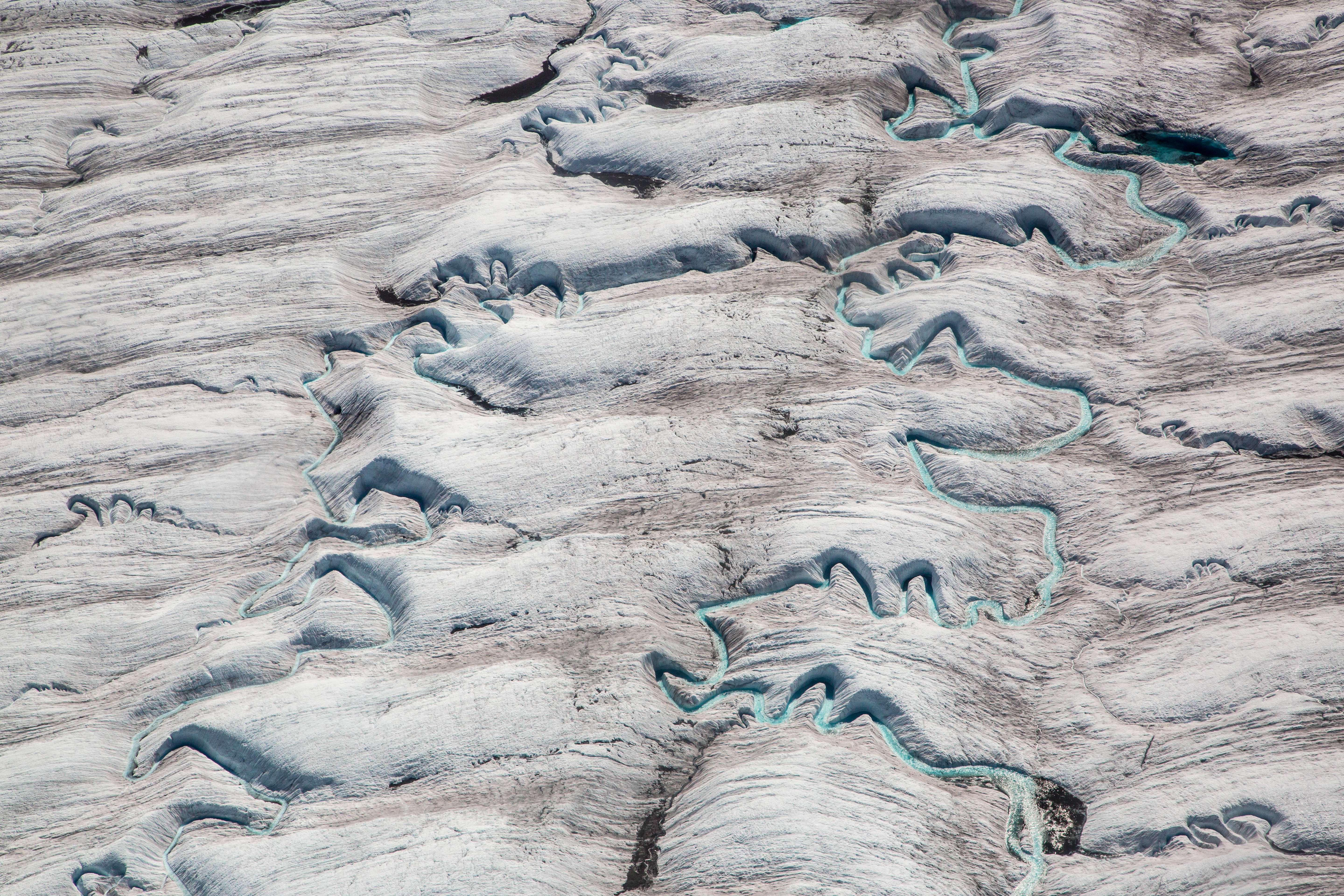
Vue aérienne de bédières à la surface du glacier Root, en Alaska.

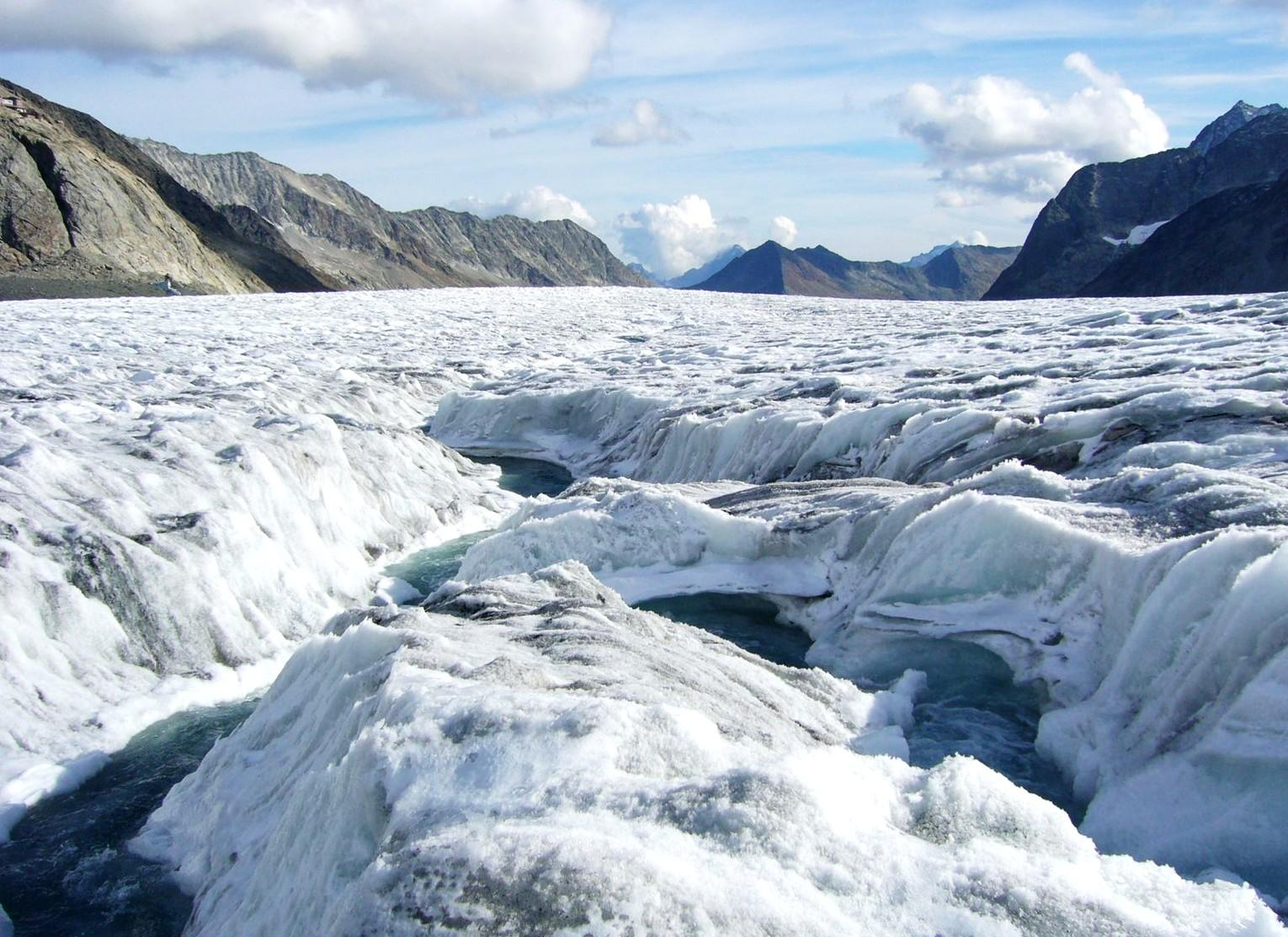
Bédières sur le glacier d'Aletsch en Suisse.

Une bédière est une rivière ou un torrent parcourant la surface d'un glacier. Elle est alimentée par les eaux de fonte partielle de la glace en été ou par des pluies saisonnières.

## Étymologie
Le terme provient du latin bediara dérivant lui-même du mot gaulois bedo signifiant « canal » ; « bief » a la même étymologie.

## Caractéristiques
Les bédières peuvent donner naissance à des torrents de montagne lorsqu'elles arrivent au front glaciaire ou bien peuvent s'engouffrer dans un moulin (crevasse ou, lorsqu'elle est entraînée vers l'aval et se referme, puits) et rejoindre l'intérieur du glacier. Le débit d'une bédière peut être très variable, pouvant aller du simple filet d'eau à celui d'une véritable rivière.
On les rencontre sur tous les types de glaciers mais les plus grandes se trouvent sur les inlandsis et les calottes glaciaires.

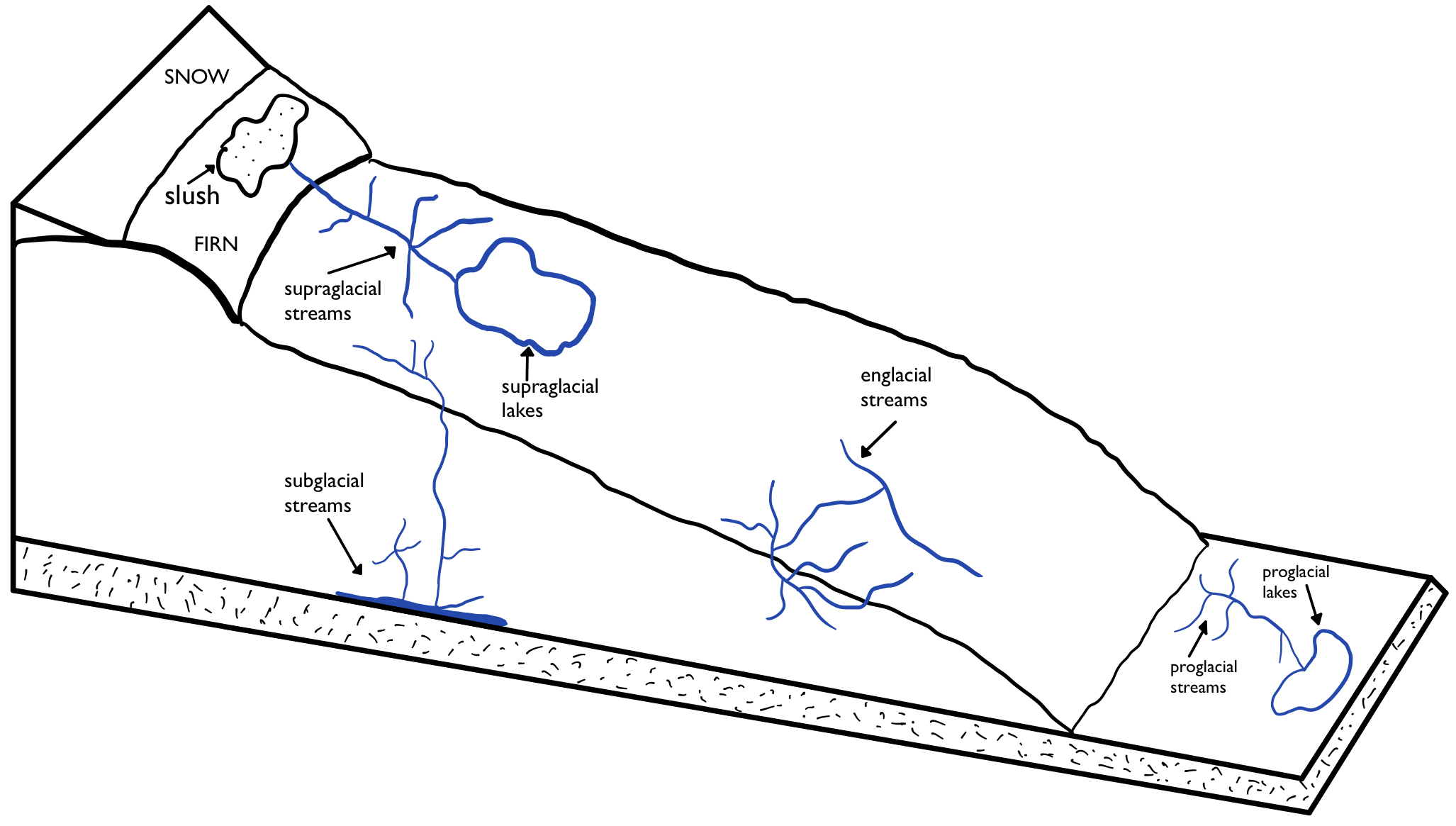
Diagramme représentant les écoulements supra-glaciaires (bédières), intra-glaciaires, sous-glaciaires et pro-glaciaires.